# Титов, Сергей Николаевич
 Сергей Николаевич Титов  (1770—1825) — генерал-майор, член военной коллегии, композитор.

## Биография
Родился в 22 сентября 1770 года. Родной брат Титова Алексея Николаевича. Службу начал в 1783 году сержантом в Преображенском полку. В 1784 году переведен вахмистром в лейб-гвардейский Конный полк.
В 1790 году произведен в аудиторы, в 1792 году переименован в корнеты. В 1793 году произведен в подпоручики, а в 1795 году в поручики. 1 января 1797 года в штабс-ротмистры, с переводом в кавалергардские эскадроны .
При расформировании эскадронов 21 сентября того же года определён в военную коллегию, с переименованием в коллежские асессоры. В 1798 году назначен обер-секретарем, с производством в надворные советники. В 1799 году произведен в коллежские советники и пожалован орденом святой Анны 2-й ст.
В 1802 году произведен в статские советники, а в 1803 году произведен в генерал-майоры и назначен членом коллегии. 7 января 1810 года по собственному желанию уволен со службы с мундиром. В 1811 году определён старшим членом временного департамента коммерц-коллегии, с переименованием в действительные статские советники.
В 1812 году получил 5000 руб. вознаграждения за особые труды и успешное окончание дел по сему департаменту. В 1813 году получил награду в 2000 руб. В 1814 году назначен начальником отделения 2-го департамента внешней торговли. Сергей Николаевич играл на альте, фортепиано и виолончели и участвовал в квартетах, которые устраивал его брат. В доме Титова бывали композитор Д. Штейбельт, Н. С. Семёнова, В. А. Самойлов, Сандунова, Колосова, Огюст и другие.
С большим или меньшим вероятием ему приписывают оперы «Посиделки» (слова Княжнина, 1809), «Старинные святки» (1809), «Легковерные» (слова Княжнина, 1812) и «Принужденная женитьба». Вторая и четвёртая из этих опер принадлежат ему несомненно, остальные же две написаны, вероятно, его старшим братом, — Алексеем Николаевичем. Неизвестно, кто из них был автором балета «Новый вертеп» (поставлен в 1799 г.) и оперы «Исправленный игрок» (поставлена при Александре І). Ему же принадлежит комедия в 1 действии «Обманутый опекун» (СПб. 1788). Скончался 24 марта 1825 года.
Был женат на Елизавете Ивановне, урожденной Домашневой (1780 — ?), которая в своё время была известна несколькими повестями «Густав Ваза» и дидактической поэмой «Ольга». Несколько её мелких лирических стихотворений были помещены в «Вестнике Европы». Их дети: Николай (1797 — ?), Татьяна (1798 — ?), Мария (20.03.1799 — ?), Елизавета (1800 — ?), Александра (20.02.1805— ?), Александр (1806 — ?) и Наталья (1810 — ?).